# Muscolo grande romboide
ll muscolo grande romboide è un muscolo estrinseco del dorso, appartenente al gruppo dei muscoli spinoappendicolari. È sito inferiormente al muscolo piccolo romboide, dal quale è separato da un interstizio, sebbene i margini adiacenti dei due muscoli possano essere occasionalmente uniti; assieme al muscolo piccolo romboide, è superficialmente ricoperto dal muscolo trapezio, che si sovrappone anche ai muscoli dentato posterosuperiore, erector spinae, intercostali e alle coste.

## Origine e inserzione

Posizione del muscolo grande romboide (in rosso). Animazione 3D.

Il muscolo grande romboide origina dai processi spinosi delle vertebre toraciche T2-T5, e si inserisce al margine mediale della scapola, caudalmente al muscolo piccolo romboide.

## Azione
Assieme al muscolo piccolo romboide, suo agonista, solleva la scapola, avvicinandola al contempo alla colonna vertebrale. Agendo assieme al muscolo gran dentato, suo antagonista, stabilizza la cosiddetta articolazione scapolotoracica, spingendo il margine mediale della scapola contro il torace.

## Innervazione
Il muscolo grande romboide è innervato, assieme al muscolo piccolo romboide, dai nervi laterali del plesso cervicale e dal nervo dorsale della scapola (C4-C5), ramo posteriore del plesso brachiale. Complessivamente, l'innervazione fa capo ai neuromeri C3-C7.